# غواصة يو بي-31
يو بي-31 غواصة ألمانية من فئة يو بي2 خدمت في البحرية الإمبراطورية الألمانية خلال الحرب العالمية الأولى. تم طلب الغواصة في 22 يوليو 1915 وتم إطلاقها في 16 نوفمبر 1915. تم تكليفها في البحرية الإمبراطورية الألمانية في 25 مارس 1916 باسم يو بي-31.